# 1+9+8+2
1+9+8+2 je patnácté studiové album anglické rockové hudební skupiny Status Quo, vydané v roce 1982. Jedná se o první album na kterém se podílí bubeník Pete Kircher.

## Seznam skladeb
1. „She Don't Fool Me“ (Parfitt/Bown) - 4:36
2. „Young Pretender“ (Rossi/Frost) - 3:34
3. „Get Out And Walk“ (Parfitt/Bown) - 3:13
4. „Jealousy“ (Rossi/Frost) - 2:55
5. „I Love Rock 'N' Roll“ (Lancaster) - 3:16
6. „Resurrection“ (Bown/Parfitt) - 3:49
7. „Dear John“ (Gustafson/Macauley) - 3:14
8. „Doesn't Matter“ (Rossi/Frost) - 3:41
9. „I Want The World To Know“ (Lancaster) - 3:23
10. „I Should Have Known“ (Rossi/Frost) - 3:31
11. „Big Man“ (Lancaster/Green) - 3:45

## Sestava
- Francis Rossi – zpěv, sólová kytara
- Rick Parfitt – zpěv, rytmická kytara
- Alan Lancaster – baskytara, zpěv
- Andy Bown – klávesy, doprovodný zpěv
- Pete Kircher – bicí, doprovodný zpěv
- Bernie Frost – doprovodný zpěv